# Broeksittard
Broeksittard, en limbourgeois Broukzittert, est un village néerlandais situé dans la commune de Sittard-Geleen, dans la province du Limbourg néerlandais. Le 1er janvier 2005, le village comptait 1 690 habitants.

## Histoire
Broeksittard a été une commune indépendante jusqu'au 1er janvier 1942, date de son rattachement à Sittard. De nos jours, Broeksittard est entièrement absorbé dans l'agglomération de la ville de Sittard.